# Лонево (Великопольське воєводство)
Лонево (пол. Łoniewo, нім. Laune) — село в Польщі, у гміні Осечна Лещинського повіту Великопольського воєводства.
Населення — 296 осіб (2011).
У 1975-1998 роках село належало до Лешненського воєводства.

## Демографія
Демографічна структура станом на 31 березня 2011 року:
|          | Загалом | Допрацездатний вік | Працездатний вік | Постпрацездатний вік |
| -------- | ------- | ------------------ | ---------------- | -------------------- |
| Чоловіки | 145     | 33                 | 93               | 19                   |
| Жінки    | 151     | 29                 | 92               | 30                   |
| Разом    | 296     | 62                 | 185              | 49                   |